# Leo Jaffe
Leo Jaffe (* 23. April 1909 in New York City; † 20. August 1997 ebenda) war ein US-amerikanischer Filmfirmenmanager und Filmproduzent.

## Leben und Wirken
Der Sohn jüdisch-russischer Einwanderer studierte an der New York University und begann seit 1930 als Angestellter für Columbia Pictures zu arbeiten. Diesem Filmstudio sollte er, höchst ungewöhnlich für die volatile Branche, sein gesamtes Berufsleben die Treue halten. Im Januar 1954 rückte Jaffe zum Vizepräsidenten der Firma auf, 1956 wurde er deren Vorstandsmitglied. 1968 erreichte Leo Jaffe schließlich die höchste Position und wurde Präsident von Columbia Pictures. In den 1950er und 1960er Jahren entstanden unter seiner Führung eine Fülle von Erfolgsproduktionen und Leinwandklassikern, darunter Die Faust im Nacken (1954), Porgy und Bess (1959), Lawrence von Arabien  (1962), Lord Jim (1964), Ein Mann zu jeder Jahreszeit (1966) und Rat mal, wer zum Essen kommt (1967).
Seine engen Kontakte zu anderen Produzenten und Filmschaffenden werden oft als ein Grund dafür genannt, weshalb seine Herrschaft bei Columbia als besonders erfolgreich angesehen wurde, obwohl er selbst kaum als Filmproduzent in Erscheinung trat. 1981 zog sich Leo Jaffe aus dem Columbia-Vorstand zurück. Seine zahlreichen philanthropischen Aktivitäten brachten ihm 1979 im Rahmen der Oscar-Verleihung den Jean Hersholt Humanitarian Award ein. Darüber hinaus nahm er Auszeichnungen von mehreren jüdischen Organisationen, der New York University, der Academy of Motion Picture Arts and Sciences, dem Weißen Haus und von einer Reihe von Bürgermeistern New Yorks in Empfang. 1972 wurde Leo Jaffe Motion Picture Pioneer of the Year, und er erhielt sogar einen NATO Award-Knight of Malta. 1994 wurde ihm ein Golden Palm Star auf dem Walk of Stars im kalifornischen Palm Springs gewidmet.
Leo Jaffe hatte aus drei Ehen sechs Kinder; sein Sohn Stanley R. Jaffe (1940–2025) arbeitete als Filmproduzent, seine Tochter Andrea Jaffe (1950–2016) war eine Publizistin, ehe sie sich als erfolgreiche Schauspielagentin etablieren konnte.

## Filmografie
- 1960: Fremde, wenn wir uns begegnen (Strangers When We Meet) (Produktion mit Samuel J. Briskin, Richard Quine und Abe Schneider sowie Hauptdarsteller Kirk Douglas als Herstellungsleiter)
- 1970: Tumuc Humac (Produktion mit Jacques Lanzmann)
- 1991: Otto Preminger: Anatomie eines Filmemachers (Preminger: Anatomy of a Filmmaker) (Dokumentarfilm, Auftritt)